# フィテプシン
フィテプシン(Phytepsin, EC 3.4.23.40)は、酵素である。以下の化学反応を触媒する。
P1及びP1'部位の疎水性残基（フェニルアラニン、バリン、イソロイシン、ロイシン、アラニン）を好むが、植物種子由来の2S アルブミンの-Phe-Asp-及び-Asp-Asp-も切断する。
この酵素は、オオムギ穀粒やその他の植物に含まれる。w:Plant-specific insertドメインを持つアスパラギン酸プロテアーゼである。